# Ari Artuzi
Ari Valdecir Artuzi (São Valentim, 14 de maio de 1963 — Dourados, 23 de agosto de 2013) foi um político brasileiro, ex-prefeito da cidade de Dourados, no estado do Mato Grosso do Sul.

## Biografia
Mudou-se para Dourados em 1992. Trabalhou como cabo eleitoral nas campanhas de seu tio, o então vereador Dioclécio Artuzi, em 1992 e 1996. Com a morte de seu tio Dioclécio, Ari Artuzi herda sua base eleitoral, e em 2000 é eleito vereador. Fenômeno popular no meio político, em seguida Artuzi se lança à deputado estadual, sendo eleito em 2002 pelo PMN, e reeleito em 2006 pelo PMDB. Em setembro de 2007 troca o PMDB pelo PDT e em 2008 é eleito prefeito de Dourados.

## Casos de corrupção

### Operação Owari
Em julho de 2009, na Operação Owari, a Polícia Federal prendeu quarenta e duas pessoas, incluindo assessores, o vice-prefeito e secretário de Desenvolvimento Urbano, a secretária de Saúde, o secretário de Governo e o secretário de Obras. Os secretários e assessores envolvidos pediram afastamento de seus cargos.
Em novembro, Ari Artuzi teve seu sigilo bancário quebrado como parte das investigações desencadeadas pela Operação Owari.
Investigações da Polícia Federal e do Departamento Nacional de Auditoria do SUS apontaram uma série de irregularidades na contratação de um Hospital pela prefeitura, durante a administração de Laerte Tetila, ex-prefeito da cidade. Artuzi foi acusado pelo Ministério Público Estadual de improbidade administrativa por ter mantido o referido contrato ao assumir a prefeitura.

### Operação Uragano
Na madrugada de 31 de agosto para 1º de Setembro do ano de 2010, o Prefeito Ari Artuzi foi preso temporariamente pela Polícia Federal, na Operação Uragano. Artuzi foi acusado de chefiar um esquema de fraude em licitações para desviar dinheiro público. Segundo estimativas feitas por Eleandro Passaia, autor da denúncia, Artuzi recebia em torno de 500 mil reais pr mês. Junto com Artuzi, foram presos o vice-prefeito Carlinhos Cantor, o presidente da Câmara Municipal de Dourados Sidilei Alves, junto com mais 8 dos 12 vereadores da cidade, 4 secretários municipais, o procurador do município, a primeira dama Maria Artuzi, empreiteiros, prestadores de serviço e servidores públicos. Apesar das gravações que mostram Artuzi recebendo dinheiro, a defesa do prefeito alega que não há provas do recebimento de propina. No dia 3 de setembro de 2010 o Tribunal de Justiça de Mato Grosso do Sul, a pedido do Procurador Geral do Estado, Paulo Roberto de Oliveira, decreta intervenção em Dourados, nomeando o juiz Eduardo Machado Rocha como prefeito interino no município. A medida não está relacionada aos desfechos da Operação Uragano, mas sim ao não pagamento de um precatório de 500 mil reais.

## Racismo
Em 14 de agosto de 2010 Ari Artuzi dá uma entrevista à Rádio Grande FM onde evoca o racismo. no qual declarou "nóis temu fazenu serviço de genti branca; serviço de genti" e "gente qualificada é apenas quem ostenta a cútis alva".
Após nove meses, o ex-prefeito foi denunciado pelo Ministério Público de Mato Grosso do Sul.

## Morte
Ari Artuzi morreu por volta das 22h30min do dia 23 de agosto de 2013, no Hospital Evangélico, em Dourados. Artuzi faleceu em decorrência de câncer no intestino, que estava tratando desde 2011.

## Parentes notáveis

### Tio Júlio Artuzi Sucupira
Júlio Artuzi Sucupira, chamado informalmente de Tio Julio Artuzi é um tio do prefeito da cidade de Dourados, Ari Artuzi.
Em 2008, com 1852 votos, foi eleito vereador em Dourados pelo PRB, fazendo parte da coligação "Aliança com Dourados II" (PRB / PSL), que junto com a coligação "Aliança com Dourados I" (PDT / PR / PRP), apoiou o então candidato e atual prefeito Ari Artuzi (PDT). Por sua vez, durante a campanha, Ari Artuzi apoiou seu tio, gerando certo atrito com os demais candidatos a vereador.
Foi candidato ao cargo de presidente da Câmara Municipal de Dourados, mas foi derrotado por Sidlei Alves (DEM), por nove votos a três.
Na Câmara Municipal de Dourados é, durante o biênio 2009/2010:
- Vice-presidente da comissão de Saúde e Assistência Social.
- Membro da comissão de Educação, Cultura e Desporto.